# Пушкинское сельское поселение (Омская область)
Пушкинское се́льское поселе́ние — муниципальное образование в Омском районе Омской области Российской Федерации.
Административный центр — село Пушкино.

## История
Статус и границы сельского поселения установлены Законом Омской области от 30 июля 2004 года № 548-ОЗ «О границах и статусе муниципальных образований Омской области»

## Население
| 2006  | 2010  | 2011  | 2012  | 2013  | 2014  | 2015  |
| ----- | ----- | ----- | ----- | ----- | ----- | ----- |
| 3745  | ↘3538 | ↗3545 | ↗3618 | ↗3660 | ↗3682 | ↘3644 |
| 2016  | 2017  | 2018  | 2019  | 2020  | 2021  | 2023  |
| ↗3668 | ↘3625 | ↘3616 | ↘3571 | ↗3586 | ↗4090 | ↗4092 |

## Состав сельского поселения
| № | Населённый пункт | Тип населённого пункта       | Население |
| - | ---------------- | ---------------------------- | --------- |
| 1 | Давыдовка        | деревня                      | ↗20       |
| 2 | Подгородка       | деревня                      | ↘671      |
| 3 | Пушкино          | село, административный центр | ↘2203     |
| 4 | Ракитинка        | деревня                      | ↘125      |
| 5 | Хвойный          | посёлок                      | ↘519      |